# Karisma Kapoor
Karisma Kapoor (Bombai, Maharashtra, 25 de juny de 1974) és una actriu de cinema índia. És una de les actrius de cinema hindi més populars de la dècada del 1990 i principis de la dècada del 2000, ha rebut diversos reconeixements, incloent un Premi Nacional de Cinema i quatre Premis Filmfare.
Nascuda i criada a Bombai, és membre de la família Kapoor, on els seus pares i altres parents participen en la indústria del cinema indi. Tot i els seus antecedents familiars, al seu pare no li agradaven les dones que participaven en pel·lícules i es separaven de la seva mare. Kapoor, a l'edat de disset anys, va deixar els seus estudis per seguir una carrera cinematogràfica per obtenir ajuda econòmica i va debutar com a actriu amb un paper protagonista a l'èxit moderat Prem Qaidi (1991). Posteriorment, Kapoor va protagonitzar diversos èxits de taquilla, inclosos els drames Jigar (1992) i Anari(1993), les comèdies Raja Babu (1994), Coolie No. 1 (1995) i Saajan Chale Sasural (1996) i el thriller Jeet (1996). No obstant això, va ser criticada pels seus papers breus i repetitius i la seva inclinació cap a les pel·lícules dominades per homes.